# Fëdor Bondarčuk
Fëdor Sergeevič Bondarčuk (in russo Фёдор Серге́евич Бондарчу́к?; Mosca, 9 maggio 1967) è un attore, regista e produttore cinematografico russo.
Figlio del celebre regista sovietico Sergej, ha diretto blockbuster spesso entrati tra i maggiori incassi della storia del cinema russo, come il bellico 9 rota (2005), il dittico d'azione Obitaemyj ostrov (2008-2009) e il fantascientifico Attraction (2017). Nel 2013, il suo film Stalingrad è diventato il primo film russo ad essere girato in 3D e in IMAX.

## Biografia
Fëdor Bondarčuk nasce a Mosca il 9 maggio 1967, secondo ed ultimogenito di due personalità note del cinema sovietico dell'epoca, il cineasta e attore Sergej Bondarčuk e la sua seconda moglie Irina Skobceva, un'attrice. Ha anche una sorellastra attrice, Natal'ja Bondarčuk. A scuola diventerà amico del figlio di Nikita Michalkov Stepan.
Ha presentato parecchi programmi TV sulla rete nazionale STS. Il suo primo grande film fu 9 rota, pellicola sulla guerra in Afghanistan (1979-1989), e da molti ritenuto la versione russa di film come Platoon o Apocalypse Now. Ha poi diretto nel 2008 il film Obitaemyj ostrov e l'anno seguente la seconda parte, Obitaemyj ostrov. Schvatka, tratto dal romanzo dei fratelli Strugackij, L'isola abitata.
Nel 2013 dirige Stalingrad, che racconta una storia ispirata dalla difesa della Casa di Pavlov durante la battaglia di Stalingrado. È il primo film russo prodotto completamente con la tecnologia del 3D, ed anche il primo film non statunitense ad adottare il formato IMAX. Il film è stato selezionato per concorrere alla selezione finale per la scelta dei candidati all'Oscar del 2014 nella categoria Miglior film straniero.

### Vita privata
È sposato con la presentatrice televisiva Svetlana Rudskaya da cui ha avuto un figlio.

## Filmografia parziale

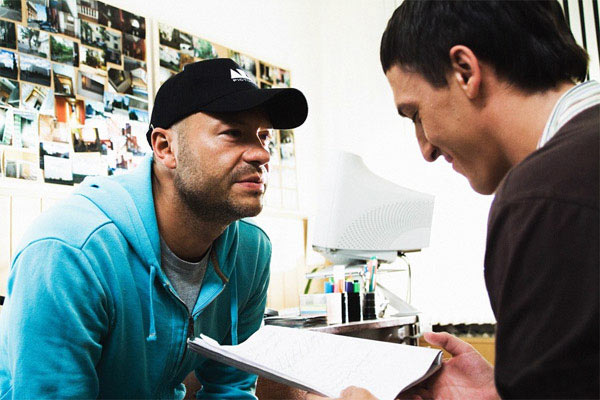
Bondarčuk (a sinistra) sul set di Heat (2006).

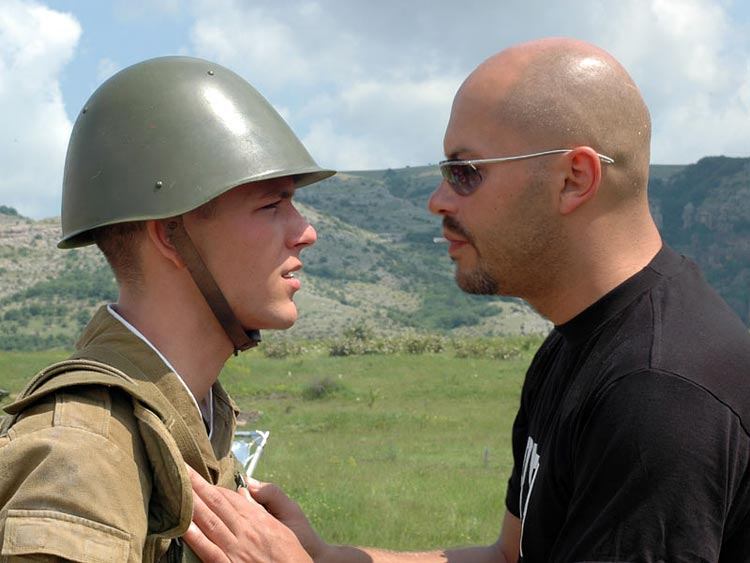
Bondarčuk (a destra) durante le riprese del film 9 rota (2005).

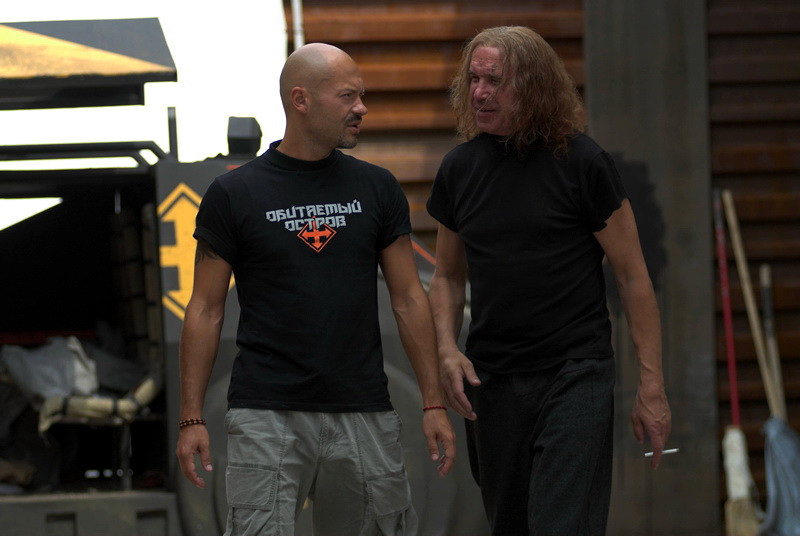
Bondarčuk (a sinistra) durante le riprese di Obitaemyj ostrov (2008-2009).

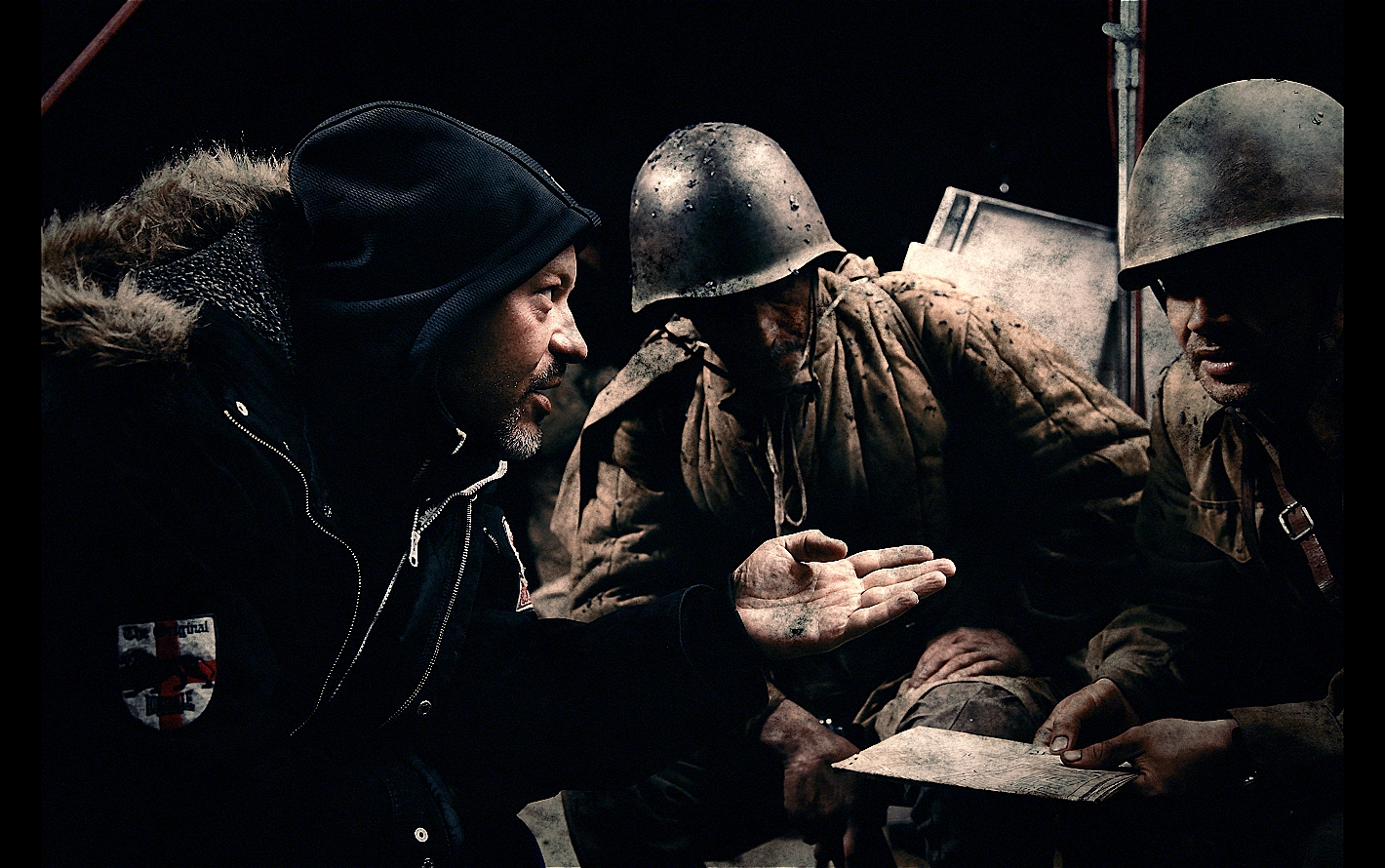
Bondarčuk durante le riprese di Stalinigrad (2013).

### Attore
- Boris Godunov, regia di Sergej Bondarčuk (1986)
- Stalinigrad, regia di Jurij Ozerov (1989)
- Besy, regia di Igor' Talankin (1990)
- Angely smerti, regia di Jurij Ozerov (1993)
- Vosem' s polovinoj dollarov, regia di Grigorij Konstantinopol'skij (1999)
- Daun Chaus, regia di Roman Kačanov (2001)
- V dviženii, regia di Filipp Jankovskij (2002)
- Svoi, regia di Dmitrij Meschiev (2004)
- Statskij sovetnik, regia di Filipp Jankovskij (2005)
- Mama, ne gorjuj 2, regia di Maksim Pežemskij (2005)
- 9 rota, regia di Fëdor Bondarčuk (2005)
- Sem' kabinok, regia di Dmitrij Meschiev (2007)
- Gloss (Gljanec), regia di Andrej Končalovskij (2007)
- Ja ostajus', regia di Karen Oganesjan (2007)
- Tiski, regia di Valerij Todorovskij (2007)
- Nulevoj kilometr, regia di Pavel Sanaev (2007)
- Artistka, regia di Stanislav Govoruchin (2007)
- 1814, regia di Andres Puustusmaa (2007)
- Admiral", regia di Andrej Kravčuk (2008)
- Obitaemyj ostrov, regia di Fëdor Bondarčuk (2008)
- Barry, Gloria e i Disco Worms (Disco ormene), regia di Thomas Borch Nielsen (2008) - voce
- Samyj lučšij fil'm 2, regia di Oleg Fomin (2009)
- Obitaemyj ostrov. Schvatka, regia di Fëdor Bondarčuk (2009)
- PiraMMMida, regia di Ėl'dar Salavatov (2011)
- Dva dnja, regia di Avdot'ja Smirnova (2011)
- Gena Beton, regia di Roman Kačanov (2014)
- Prizrak, regia di Aleksandr Vojtinskij (2015)
- Savva (Savva. Serdce voina), regia di Maksim Fadeev (2015) - voce
- Ded Moroz. Bitva magov, regia di Aleksandr Vojtinskij (2017)
- The Lenin Factor, regia di Vladimir Chotinenko (2019)
- Sputnik, regia di Egor Abramenko (2020)
- Serdce Parmy, regia di Anton Megerdičev (2022)

### Regista
- 9 rota (2005)
- Obitaemyj ostrov (2008)
- Obitaemyj ostrov. Schvatka (2009)
- Stalinigrad (2013)
- Attraction (Pritjaženie) (2017)
- Invasion (Vtorženie) (2020)

### Produttore
- V dviženii, regia di Filipp Jankovskij (2002)
- 9 rota, regia di Fëdor Bondarčuk (2005)
- Obitaemyj ostrov, regia di Fëdor Bondarčuk (2008)
- Obitaemyj ostrov. Schvatka, regia di Fëdor Bondarčuk (2009)
- Duchless, regia di Roman Prygunov (2011)
- Dva dnja, regia di Avdot'ja Smirnova (2011)
- Duchless 2, regia di Roman Prygunov (2015)
- Chorošij mal'čik, regia di Oksana Karas (2016)
- Attraction (Pritjaženie), regia di Fëdor Bondarčuk (2017)
- Invasion (Vtorženie), regia di Fëdor Bondarčuk (2020)